# Dasia johnsinghi
Dasia johnsinghi là một loài thằn lằn trong họ Scincidae. Loài này được Harikrishnan, Vasudevan, De Silva, Deepak, Kar, Naniwadekar, Lalremruata, Prasoona & Aggarwal mô tả khoa học đầu tiên năm 2012.